# 张克明 (1913年)
张克明（1913年4月12日—2016年1月4日），男，广东龙川人，中国报刊活动家、政治人物，《龙川日报》、《东江日报》创办者，《民潮》、《文汇报》筹办者，第四、五、六、七、八届全国政协委员。